# 坂角総本舗
株式会社坂角総本舖（ばんかくそうほんぽ）は、日本の愛知県の食品メーカーのひとつである。
海老煎餅を中心に、海の幸を原料とした菓子を製造・販売する。海老煎餅の「ゆかり」が主力商品。

## 概要
数多い名古屋名産のひとつとされる海老煎餅の老舗。海老を原料とした商品が多いため、社紋にも海老が大きくあしらわれている。
社名は創業者の坂 角次郎（ばん かくじろう）の姓「坂」と名「角」に由来する。
工場は本社のある東海市に2箇所、支社は東京都千代田区と大阪市北区、名古屋市東区にある。東海市と名古屋市の直営店以外に、販売店が札幌市から熊本市まで置かれており（四国、沖縄を除く）、キヨスク等でも購入できる。

## 沿革
- 1889年（明治22年） - 創業者 坂 角次郎は当初の製法に工夫を重ねて生せんべいを完成。
- 1945年（昭和20年） - 天皇・皇后に献上。
- 1952年（昭和27年） - 三笠宮崇仁親王にえびせんべい献上。
- 1953年（昭和28年） - 合資会社坂角総本舖設立。
- 1955年（昭和30年） - 機械化に成功、量産化体制を確立。
- 1966年（昭和41年） - 「ゆかり」命名発売開始。
- 1989年（平成元年） - 株式会社坂角総本舖に改組。
- 2002年（平成14年） - ファミリーフレンドリー企業として愛知県から表彰される。
- 2004年（平成16年） - オンライン通販開始。
- 2008年（平成20年） - 「ゆかり」VJC魅力ある日本のおみやげコンテスト2008「台湾賞」受賞

## 主力商品
海老煎餅各種が中心。但し「海老煎餅」と言っても、よく見られるお好み焼き大の薄焼き煎餅に甘辛いタレを塗ったものではなく、海老のすり身を焼き上げたものである。
- ゆかり
- ゆかり黄金缶
- ゆかり慶ノ箱
- 姫ゆかり
- ゆかり菓撰　きそひ
- さくさく日記
- 八樂（やらく）
- 坂角三代目せんべい　五宝
- 車海老工房一心
- えび蔵　海老煎餅詰合
- 海鮮煎餅詰合せ
- 北海道甘えび天
- 北海道帆立天
- 東京芝えび天
- 名古屋金のえび天
- 京都ちりめん天
- 大阪いか天
- オリジナル印判煎餅
- 海鮮五目かき揚げ天
- 春さくら、夏さらさ、秋てりは、冬かさね

## 画像

ゆかり
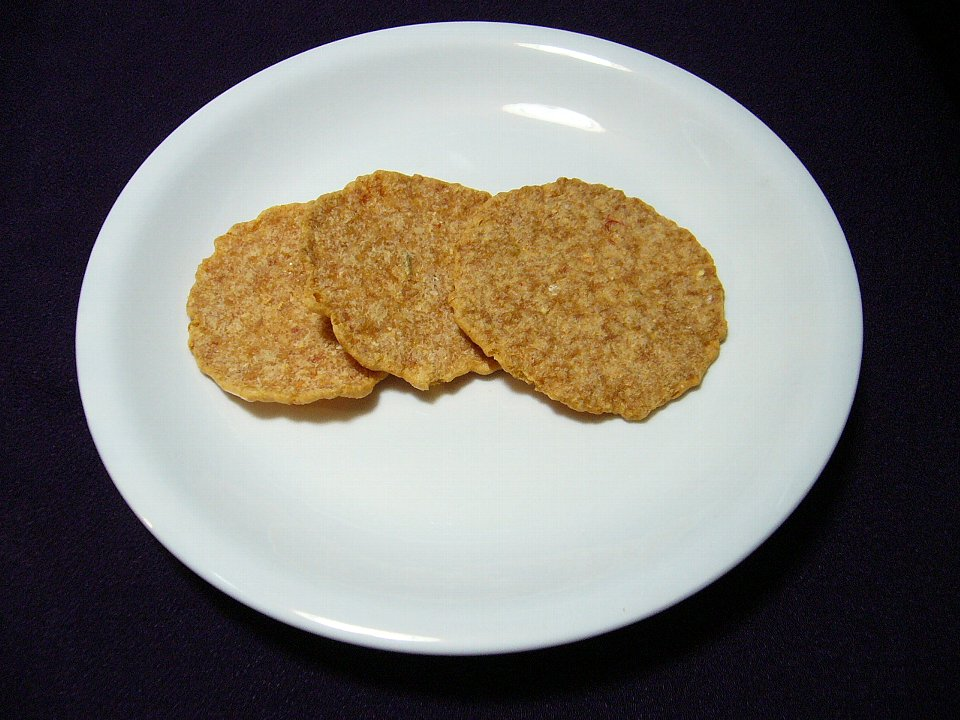
ゆかり
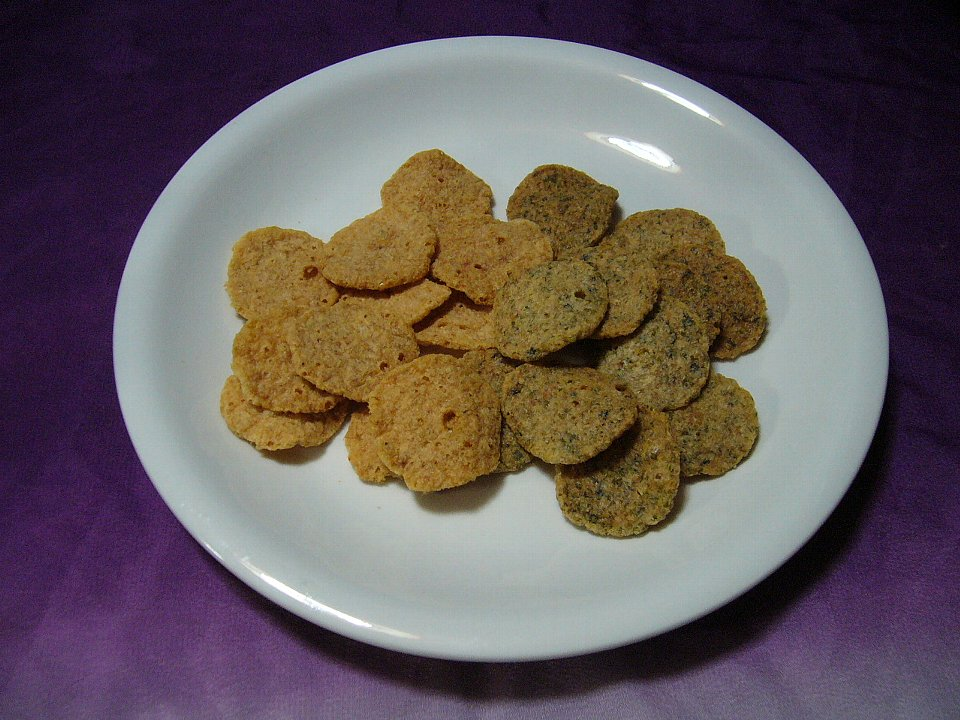
さくさく日記（左が海老味、右が帆立味）
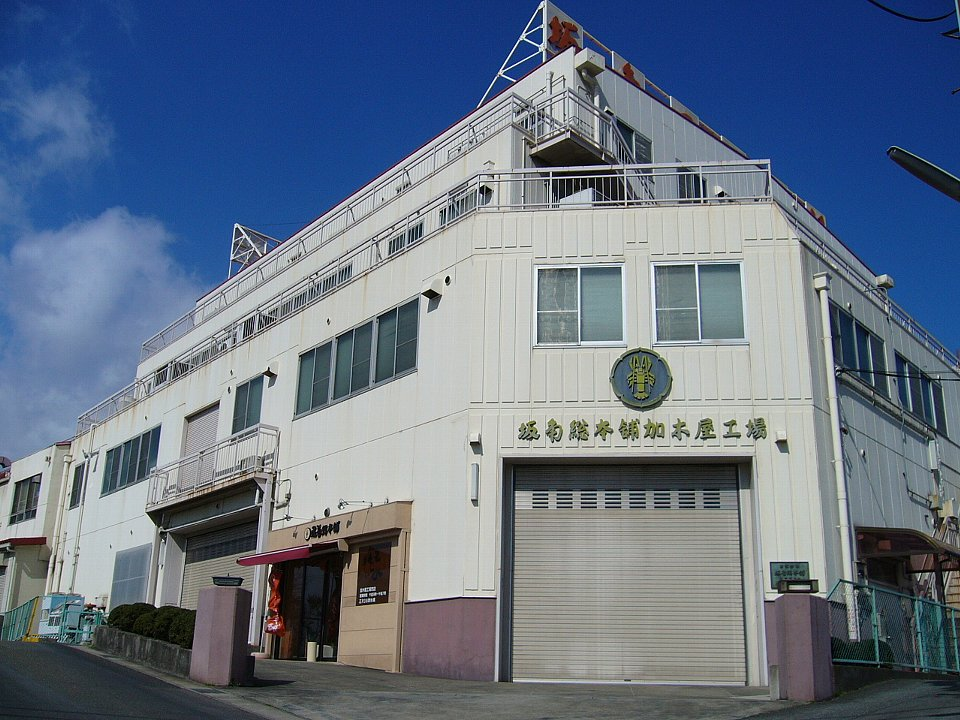
加木屋工場